# 管·法成
管·法成（藏語：འགོས་ཆོས་གྲུབ་，威利转写：'gos chos grub，？—约865年），又译为郭曲主，吐蕃藏传佛教学者，佛经翻译家，精通藏、汉、梵三种语言。
法成出生于后藏达那（今西藏谢通门）的吐蕃贵族管氏家族。他于833年前往沙州（今甘肃敦煌）永康寺翻译佛经。842年又到甘州（今甘肃张掖）修多寺译经。846年回沙州，在开元寺讲授《瑜伽师地论》。865年至灵图寺居往， 不久后圆寂。
法成一生译著颇丰，他所翻译的汉、藏文佛经可考者达38种。他对藏传佛教与汉传佛教的交流贡献很大，陈寅恪对他的评价为“夫成公之于吐蕃，亦犹慈恩之于震旦；今天下莫不知有玄奘，而法成则名字湮没者且千载，迄至今日，钩索故籍，仅乃得之。”